# Jamaica nos Jogos Olímpicos
A Jamaica participou pela primeira vez dos Jogos Olímpicos em 1948, e enviou atletas para competirem em todos os  Jogos Olímpicos de Verão desde então. Em 1960, atletas jamaicanos competiram como parte da Federação das Índias Ocidentais.
A Jamaica também participa dos Jogos Olímpicos de Inverno desde 1988, com o time nacional de Bobsleigh da Jamaica conseguindo alguma fama.
Atletas jamaicanos ganharam um total de 78 medalhas, sendo todas menos uma no Atletismo, e a grande maioria delas nas provas individuais e de revezamento nas provas de velocidade.
O Comitê Olímpico Nacional da Jamaica é a Associação Olímpica da Jamaica, que foi fundada em 1936.
A Jamaica participou dos Jogos Olímpicos Rio 2016 ganhando 11 medalhas no total: 6 de Ouro,3 de Prata e 2 de Bronze,todas no Atletismo,com destaque para Usain Bolt ganhando 3 medalhas de ouro, e se tornando o primeiro atleta tricampeão na história do Atletismo.Mesmo com tudo isso a Jamaica nunca chegou a sediar uma olimpiada

## Lista De Medalhistas
| Medalha           | Nome                                                                                              | Jogos                 | Esporte   | Evento                             |
| ----------------- | ------------------------------------------------------------------------------------------------- | --------------------- | --------- | ---------------------------------- |
| Medalha de ouro   | Arthur Wint                                                                                       | 1948 Londres          | Atletismo | 400 metros masculino               |
| Medalha de prata  | Herb McKenley                                                                                     | 1948 Londres          | Atletismo | 400 metros masculino               |
| Medalha de prata  | Arthur Wint                                                                                       | 1948 Londres          | Atletismo | 800 metros masculino               |
| Medalha de prata  | Herb McKenley                                                                                     | 1952 Helsinque        | Atletismo | 100 metros masculino               |
| Medalha de ouro   | George Rhoden                                                                                     | 1952 Helsinque        | Atletismo | 400 metros masculino               |
| Medalha de prata  | Herb McKenley                                                                                     | 1952 Helsinque        | Atletismo | 400 metros masculino               |
| Medalha de ouro   | Arthur Wint Leslie Laing Herb McKenley George Rhoden                                              | 1952 Helsinque        | Atletismo | Revezamento 4x400 metros masculino |
| Medalha de prata  | Arthur Wint                                                                                       | 1952 Helsinque        | Atletismo | 800 metros masculino               |
| Medalha de prata  | Lennox Miller                                                                                     | 1968 Cidade do México | Atletismo | 100 metros masculino               |
| Medalha de bronze | Lennox Miller                                                                                     | 1972 Munique          | Atletismo | 100 metros masculino               |
| Medalha de prata  | Don Quarrie                                                                                       | 1976 Montreal         | Atletismo | 100 metros masculino               |
| Medalha de ouro   | Don Quarrie                                                                                       | 1976 Montreal         | Atletismo | 200 metros masculino               |
| Medalha de bronze | Don Quarrie                                                                                       | 1980 Moscou           | Atletismo | 200 metros masculino               |
| Medalha de bronze | Merlene Ottey                                                                                     | 1980 Moscou           | Atletismo | 200 metros feminino                |
| Medalha de bronze | David Weller                                                                                      | 1980 Moscou           | Ciclismo  | 1 km contra o relógio masculino    |
| Medalha de bronze | Merlene Ottey                                                                                     | 1984 Los Angeles      | Atletismo | 100 metros feminino                |
| Medalha de bronze | Merlene Ottey                                                                                     | 1984 Los Angeles      | Atletismo | 200 metros feminino                |
| Medalha de prata  | Albert Lawrence Greg Meghoo Don Quarrie Ray Stewart                                               | 1984 Los Angeles      | Atletismo | Revezamento 4x100 metros masculino |
| Medalha de prata  | Grace Jackson                                                                                     | 1988 Seul             | Atletismo | 200 metros feminino                |
| Medalha de prata  | Howard Davis Devon Morris Winthrop Graham Bert Cameron                                            | 1988 Seul             | Atletismo | Revezamento 4x400 metros masculino |
| Medalha de prata  | Juliet Cuthbert                                                                                   | 1992 Barcelona        | Atletismo | 100 metros feminino                |
| Medalha de prata  | Juliet Cuthbert                                                                                   | 1992 Barcelona        | Atletismo | 200 metros feminino                |
| Medalha de bronze | Merlene Ottey                                                                                     | 1992 Barcelona        | Atletismo | 200 metros feminino                |
| Medalha de prata  | Winthrop Graham                                                                                   | 1992 Barcelona        | Atletismo | 400 metros com barreiras masculino |
| Medalha de prata  | Merlene Ottey                                                                                     | 1996 Atlanta          | Atletismo | 100 metros feminino                |
| Medalha de prata  | Merlene Ottey                                                                                     | 1996 Atlanta          | Atletismo | 200 metros feminino                |
| Medalha de ouro   | Deon Hemmings                                                                                     | 1996 Atlanta          | Atletismo | 400 metros com barreiras masculino |
| Medalha de bronze | Michelle Freeman Juliet Cuthbert Nikole Mitchell Merlene Ottey Gillian Russell Andrea Lloyd       | 1996 Atlanta          | Atletismo | Revezamento 4x100 metros feminino  |
| Medalha de bronze | Greg Haughton Michael McDonald Roxbert Martin Davian Clarke Dennis Blake Garth Robinson           | 1996 Atlanta          | Atletismo | Revezamento 4x400 metros masculino |
| Medalha de prata  | James Beckford                                                                                    | 1996 Atlanta          | Atletismo | Salto em distância masculino       |
| Medalha de prata  | Tayna Lawrence                                                                                    | 2000 Sydney           | Atletismo | 100 metros feminino                |
| Medalha de bronze | Merlene Ottey                                                                                     | 2000 Sydney           | Atletismo | 100 metros feminino                |
| Medalha de prata  | Deon Hemmings                                                                                     | 2000 Sydney           | Atletismo | 400 metros com barreiras feminino  |
| Medalha de bronze | Greg Haughton                                                                                     | 2000 Sydney           | Atletismo | 400 metros masculino               |
| Medalha de prata  | Lorraine Graham                                                                                   | 2000 Sydney           | Atletismo | 400 metros feminino                |
| Medalha de bronze | Beverly McDonald                                                                                  | 2000 Sydney           | Atletismo | 200 metros feminino                |
| Medalha de prata  | Merlene Frazer Tayna Lawrence Veronica Campbell Beverly McDonald Merlene Ottey                    | 2000 Sydney           | Atletismo | Revezamento 4x100 metros feminino  |
| Medalha de bronze | Michael Blackwood Greg Haughton Christopher Williams Danny McFarlane Sanjay Ayre Michael McDonald | 2000 Sydney           | Atletismo | Revezamento 4x400 metros masculino |
| Medalha de prata  | Sandie Richards Catherine Scott Deon Hemmings Lorraine Graham Charmaine Howell Michelle Burgher   | 2000 Sydney           | Atletismo | Revezamento 4x400 metros feminino  |
| Medalha de bronze | Veronica Campbell                                                                                 | 2004 Atenas           | Atletismo | 100 metros feminino                |
| Medalha de ouro   | Veronica Campbell                                                                                 | 2004 Atenas           | Atletismo | 200 metros feminino                |
| Medalha de prata  | Danny McFarlane                                                                                   | 2004 Atenas           | Atletismo | 400 metros com barreiras masculino |
| Medalha de ouro   | Tayna Lawrence Sherone Simpson Aleen Bailey Veronica Campbell Beverly McDonald                    | 2004 Atenas           | Atletismo | Revezamento 4x100 metros feminino  |
| Medalha de bronze | Ronetta Smith Novlene Williams Nadia Davy Sandie Richards Michelle Burgher                        | 2004 Atenas           | Atletismo | Revezamento 4x400 metros feminino  |
| Medalha de ouro   | Usain Bolt                                                                                        | 2008 Pequim           | Atletismo | 100 metros masculino               |
| Medalha de ouro   | Shelly-Ann Fraser                                                                                 | 2008 Pequim           | Atletismo | 100 metros feminino                |
| Medalha de ouro   | Usain Bolt                                                                                        | 2008 Pequim           | Atletismo | 200 metros masculino               |
| Medalha de ouro   | Melaine Walker                                                                                    | 2008 Pequim           | Atletismo | 400 metros com barreiras feminino  |
| Medalha de ouro   | Veronica Campbell-Brown                                                                           | 2008 Pequim           | Atletismo | 200 metros feminino                |
| Medalha de ouro   | Nesta Carter Michael Frater Usain Bolt Asafa Powell Dwight Thomas                                 | 2008 Pequim           | Atletismo | Revezamento 4x100 metros masculino |
| Medalha de prata  | Sherone Simpson                                                                                   | 2008 Pequim           | Atletismo | 100 metros feminino                |
| Medalha de prata  | Kerron Stewart                                                                                    | 2008 Pequim           | Atletismo | 100 metros feminino                |
| Medalha de prata  | Shericka Williams                                                                                 | 2008 Pequim           | Atletismo | 400 metros feminino                |
| Medalha de bronze | Kerron Stewart                                                                                    | 2008 Pequim           | Atletismo | 200 metros feminino                |
| Medalha de bronze | Shericka Williams Shereefa Lloyd Rosemarie Whyte Novlene Williams Bobby Gaye-Wilkins              | 2008 Pequim           | Atletismo | Revezamento 4x400 metros feminino  |

## Quadro De Medalhas

### Medalhas por Jogos de Verão
| Jogos                 | Ouro                                        | Prata                                       | Bronze                                      | Total                                       |
| 1948 Londres          | 1                                           | 2                                           | 0                                           | 3                                           |
| 1952 Helsinque        | 2                                           | 3                                           | 0                                           | 5                                           |
| 1956 Melbourne        | 0                                           | 0                                           | 0                                           | 0                                           |
| 1960 Rome             | como parte das Índias Ocidentais Britânicas | como parte das Índias Ocidentais Britânicas | como parte das Índias Ocidentais Britânicas | como parte das Índias Ocidentais Britânicas |
| 1964 Tóquio           | 0                                           | 0                                           | 0                                           | 0                                           |
| 1968 Cidade do México | 0                                           | 1                                           | 0                                           | 1                                           |
| 1972 Munique          | 0                                           | 0                                           | 1                                           | 1                                           |
| 1976 Montreal         | 1                                           | 1                                           | 0                                           | 2                                           |
| 1980 Moscou           | 0                                           | 0                                           | 3                                           | 3                                           |
| 1984 Los Angeles      | 0                                           | 1                                           | 2                                           | 3                                           |
| 1988 Seul             | 0                                           | 2                                           | 0                                           | 2                                           |
| 1992 Barcelona        | 0                                           | 3                                           | 1                                           | 4                                           |
| 1996 Atlanta          | 1                                           | 3                                           | 2                                           | 6                                           |
| 2000 Sydney           | 0                                           | 5                                           | 4                                           | 9                                           |
| 2004 Atenas           | 2                                           | 1                                           | 2                                           | 5                                           |
| 2008 Pequim           | 6                                           | 3                                           | 2                                           | 11                                          |
| 2012 Londres          | 4                                           | 4                                           | 4                                           | 12                                          |
| 2016 Brasil           | 6                                           | 3                                           | 2                                           | 11                                          |
| Total                 | 23                                          | 32                                          | 23                                          | 78                                          |

### Medalhas por Esportes
| Esporte   | Ouro | Prata | Bronze | Total |
| Atletismo | 23   | 32    | 22     | 77    |
| Ciclismo  | 0    | 0     | 1      | 1     |
| Total     | 23   | 32    | 23     | 78    |